# Diana Jorgowa (Leichtathletin)
Diana Jorgowa (bulgarisch Диана Йоргова; * 9. Dezember 1942 in Lowetsch) ist eine bulgarische Leichtathletin, die in den 1960er Jahren im Weitsprung erfolgreich war. Die zehnfache bulgarische Meisterin konnte bei Olympischen Spielen und Europameisterschaften zwei Silbermedaillen gewinnen. Zum Abschluss ihrer langen Laufbahn wurde sie im Jahr 1973 Europameisterin in der Halle.

## Leistungen
- Olympische Spiele
  - XV. Olympische Sommerspiele 1964 in Tokio: Sechste mit 6,24 m (Siegesweite der Britin Mary Rand: 6,76 m)
  - XX. Olympischen Sommerspiele 1972 in München: Silber mit 6,77 m hinter der Deutschen Heide Rosendahl mit 6,78 m und vor der Slowakin Eva Šuranová mit 6,67 m

Ein Vergleich der vier besten Sprünge der beiden Erstplatzierten zeigt, dass die Unterlegenheit der Bulgarin größer war, als es der eine Zentimeter vermuten lässt. Jorgowa hatte nur einen einzigen Sprung über 6,70 m, Rosendahl dagegen vier:
Jorgowa: 6,77 - 6,62 - 6,53 - 6,43
Rosendahl: 6,78 - 6,76 - 6,73 - 6,71
- Europameisterschaften
  - Europameisterschaften 1966 in Budapest: Silber mit 6,45 m hinter der Polin Irena Kirszenstein mit 6,55 m und vor der Deutschen Helga Hoffmann mit 6,38 m
  - Europameisterschaften 1969 in Athen: Vierte mit 6,31 m (Siegesweite der Polin Mirosława Sarna: 6,49 m)
  - Halleneuropameisterschaften 1973 in Rotterdam: Gold mit 6,45 m vor der Tschechin Jarmila Nygrýnová mit 6,30 m und der Polin Mirosława Sarna mit 6,15 m
- Landesmeisterschaften

| Jahr      | 1960 | 1961 | 1962 | 1963 | 1964 | 1965 | 1966 | 1969 | 1971 | 1972 |
| Weite (m) | 5,70 | 6,11 | 5,99 | 5,91 | 6,18 | 6,22 | 6,06 | 6,38 | 6,21 | 6,62 |